# Stubica (kanton zachodniohercegowiński)
Stubica – wieś w Bośni i Hercegowinie, w Federacji Bośni i Hercegowiny, w kantonie zachodniohercegowińskim, w mieście Ljubuški. W 2013 roku liczyła 305 mieszkańców, z czego większość stanowili Chorwaci.